# Idotea ziczac
Idotea ziczac is een pissebed uit de familie Idoteidae. De wetenschappelijke naam van de soort is voor het eerst geldig gepubliceerd in 1951 door Barnard.